# Богданешти (Видра)
Богданешти (рум. Bogdănești) насеље је у Румунији у округу Алба у општини Видра. Општина се налази на надморској висини од 574 m.

## Становништво
Према подацима из 2011. године у насељу је живело 64 становника.